# Tuvalus riksvapen
Tuvalus riksvapen har utformats av College of Arms i London. Öarnas läge framhävs av våglinjerna i gult och blått. Ovanför dessa ser man ett hus i en för öarna typisk stil. Inramningen består av åtta bananblad och åtta snäckskal som symboler för jordens fruktbarhet och havets rikedomar. Inskriptionen betyder "Tuvalu med Gud".